# بیوتکنولوژی مولکولی
بیوتکنولوژی مولکولی کتابی از سیدنی پرایموز با ترجمهٔ مجتبی طباطبایی، محمدرضا نوری دلوئی، چنگیز تقی بیگلو است که در سال ۱۳۷۲ منتشر و در مراسم کتاب سال جمهوری اسلامی ایران به‌عنوان کتاب برگزیده معرفی شد.